# Orlando Moscoso
Orlando Moscoso (Salvador, 28 de janeiro de 1922 — 17 de outubro de 1996) foi um médico e político brasileiro.